# Sub Focus

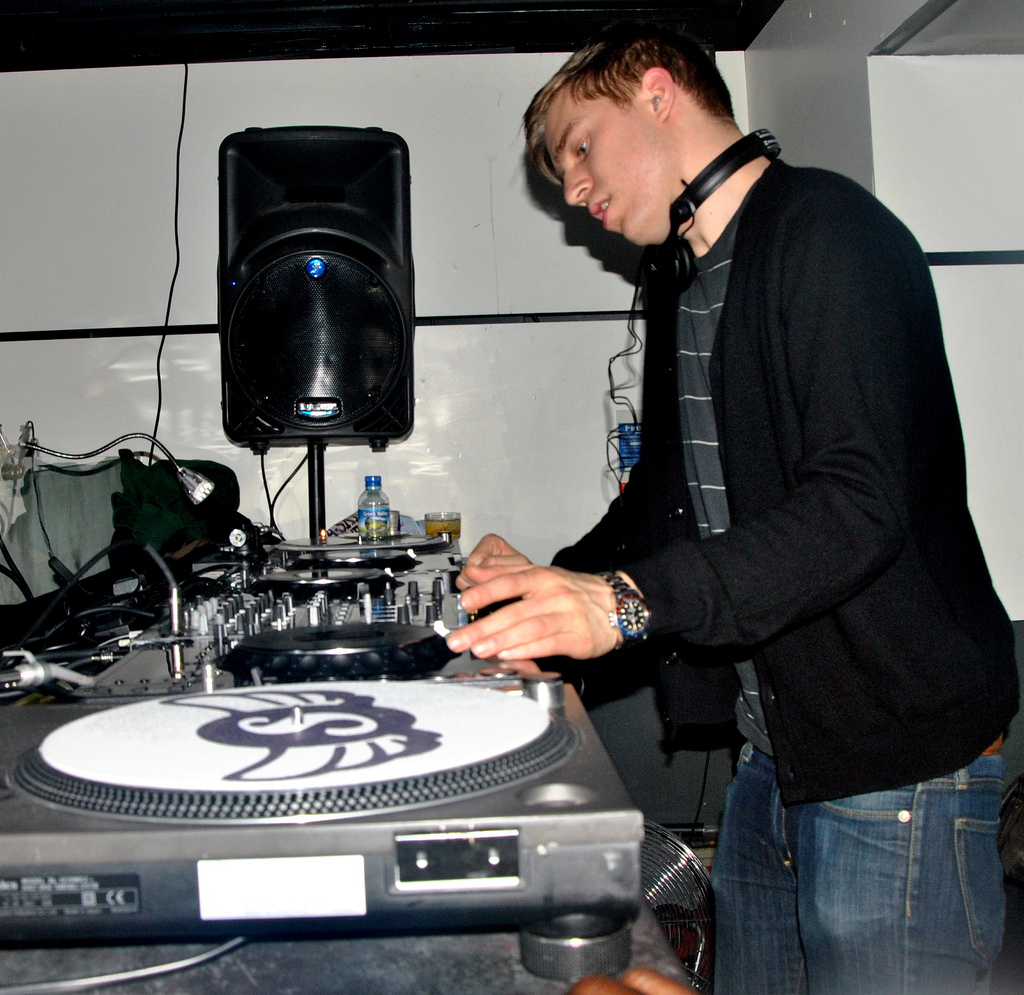
Superfly in Leicester (2009)

Sub Focus ist der Künstlername des englischen Drum-and-Bass-Musikers und -Produzenten Nick Douwma (* 13. April 1982).

## Karriere
Douwma, der aus Liverpool stammt, produzierte schon Musik auf dem heimischen PC seit er 13 war. Eines seiner Demos fand den Weg zu einem Verantwortlichen von Ram Records, die Douwma alias Sub Focus unter Vertrag nahmen. Ab 2003 veröffentlichte er regelmäßig Singles. Er schaffte 2005 mit X-Ray / Scarecrow seinen Durchbruch und kam damit sogar in die britischen Charts. In den folgenden Jahren etablierte er sich nicht nur mit eigenen Veröffentlichungen, sondern auch als Remixer oder als DJ z. B. im renommierten Londoner Club Fabric oder beim Glastonbury Festival. 2009 veröffentlichte er sein erstes Album, mit dem er wiederum in den Charts erfolgreich war. 2010 steuerte er 3 seiner Hits zu dem Playstationspiel Gran Turismo 5 bei.

## Diskografie

### Alben
| Jahr | Titel     | Höchstplatzierung, Gesamtwochen, AuszeichnungChartsChartplatzierungen (Jahr, Titel, Platzierungen, Wochen, Auszeichnungen, Anmerkungen) | Anmerkungen                                         |
| Jahr | Titel     | UK | Anmerkungen                                         |
| ---- | --------- | --- | --------------------------------------------------- |
| 2009 | Sub Focus | UK51 Silber · (2 Wo.)UK | Erstveröffentlichung: 14. September 2009            |
| 2013 | Torus     | UK11 Silber · (9 Wo.)UK | Erstveröffentlichung: 30. September 2013            |
| 2020 | Portals   | UK68 (1 Wo.)UK | Erstveröffentlichung: 9. Oktober 2020 mit Wilkinson |
| 2023 | Evolve    | UK33 (2 Wo.)UK | Erstveröffentlichung: 12. Mai 2023                  |

### Singles
| Jahr | Titel Album                          | Höchstplatzierung, Gesamtwochen, AuszeichnungChartsChartplatzierungen (Jahr, Titel, Album, Platzierungen, Wochen, Auszeichnungen, Anmerkungen) | Anmerkungen                                            |
| Jahr | Titel Album                          | UK | Anmerkungen                                            |
| ---- | ------------------------------------ | --- | ------------------------------------------------------ |
| 2004 | Ghost –                              | UK89 (1 Wo.)UK | mit Danny Wheeler                                      |
| 2005 | X-Ray / Scarecrow –                  | UK60 (4 Wo.)UK |                                                        |
| 2008 | Timewarp / Join the Dots Sub Focus   | UK92 (1 Wo.)UK |                                                        |
| 2009 | Rock It / Follow the Light Sub Focus | UK38 (5 Wo.)UK |                                                        |
| 2010 | Could This Be Real Sub Focus         | UK41 (3 Wo.)UK |                                                        |
| 2010 | Splash Sub Focus                     | UK41 (3 Wo.)UK |                                                        |
| 2011 | Flashing Lights No More Idols        | UK98 (1 Wo.)UK | Chase & Status feat. Sub Focus                         |
| 2012 | Out the Blue Torus                   | UK23 (3 Wo.)UK | feat. Alice Gold                                       |
| 2012 | Tidal Wave Torus                     | UK12 Platin · (16 Wo.)UK | feat. Alpines                                          |
| 2013 | Endorphins Torus                     | UK10 Silber · (7 Wo.)UK | feat. Alex Clare                                       |
| 2013 | Turn It Around Torus                 | UK14 (4 Wo.)UK | feat. Kele                                             |
| 2013 | Turn Back Time Torus                 | UK10 Silber · (12 Wo.)UK |                                                        |
| 2018 | Desire Organ                         | UK51 Platin · (9 Wo.)UK | Erstveröffentlichung: 14. September 2018 mit Dimension |
| 2022 | Ready to Fly Evolve                  | UK29 Gold · (10 Wo.)UK | Erstveröffentlichung: 7. Oktober 2022 mit Dimension    |
| 2024 | Push the Tempo –                     | UK54 Silber · (11 Wo.)UK | Erstveröffentlichung: 25. Oktober 2024 mit Katy B      |
| 2025 | On & On –                            | UK80 (11 Wo.)UK | Erstveröffentlichung: 14. März 2025 mit Bbyclose       |

Weitere Singles
- Down the Drain / Hot Line (2003)
- Acid Test / Get On Up (2004)
- Soundguy / Bluenote (2004)
- Frozen Solid / Juno (2005)
- Airplane / Flamenco (2006)
- Special Place / Druggy (2007)
- Close (2014)
- Don’t You Feel It (feat. Alma, 2017)
- Take It Up (mit Wilkinson, 2018)
- Love System / Siren (2018)
- Illuminate (mit Wilkinson, 2019)
- Solar System / Siren (2019, UK: Silber)
- Just Hold On (mit Wilkinson, 2020)
- Air I Breathe (mit Wilkinson, 2020)
- Turn the Lights Off (mit Wilkinson, 2020)
- Off The Ground (2022, UK: Silber)

## Auszeichnungen für Musikverkäufe
| Goldene Schallplatte - Neuseeland - 2022: für das Album Portals - 2023: für das Album Torus - 2024: für das Album Evolve | Platin-Schallplatte - Neuseeland - 2021: für die Single Tidal Wave 3× Platin-Schallplatte - Neuseeland - 2024: für die Single Desire |

Anmerkung: Auszeichnungen in Ländern aus den Charttabellen bzw. Chartboxen sind in ebendiesen zu finden.
| Land/RegionAuszeichnungen für Musikverkäufe (Land/Region, Auszeichnungen, Verkäufe, Quellen) | Silber     | Gold     | Platin     | Verkäufe  | Quellen              |
| -------------------------------------------------------------------------------------------- | ---------- | -------- | ---------- | --------- | -------------------- |
| Neuseeland (RMNZ)                                                                            | —          | 3× Gold3 | 4× Platin4 | 142.500   | radioscope.co.nz NZ2 |
| Vereinigtes Königreich (BPI)                                                                 | 7× Silber7 | Gold1    | —          | 2.720.000 | bpi.co.uk            |
| Insgesamt                                                                                    | 7× Silber7 | 4× Gold4 | 6× Platin6 |           |                      |